# Julius Spengel

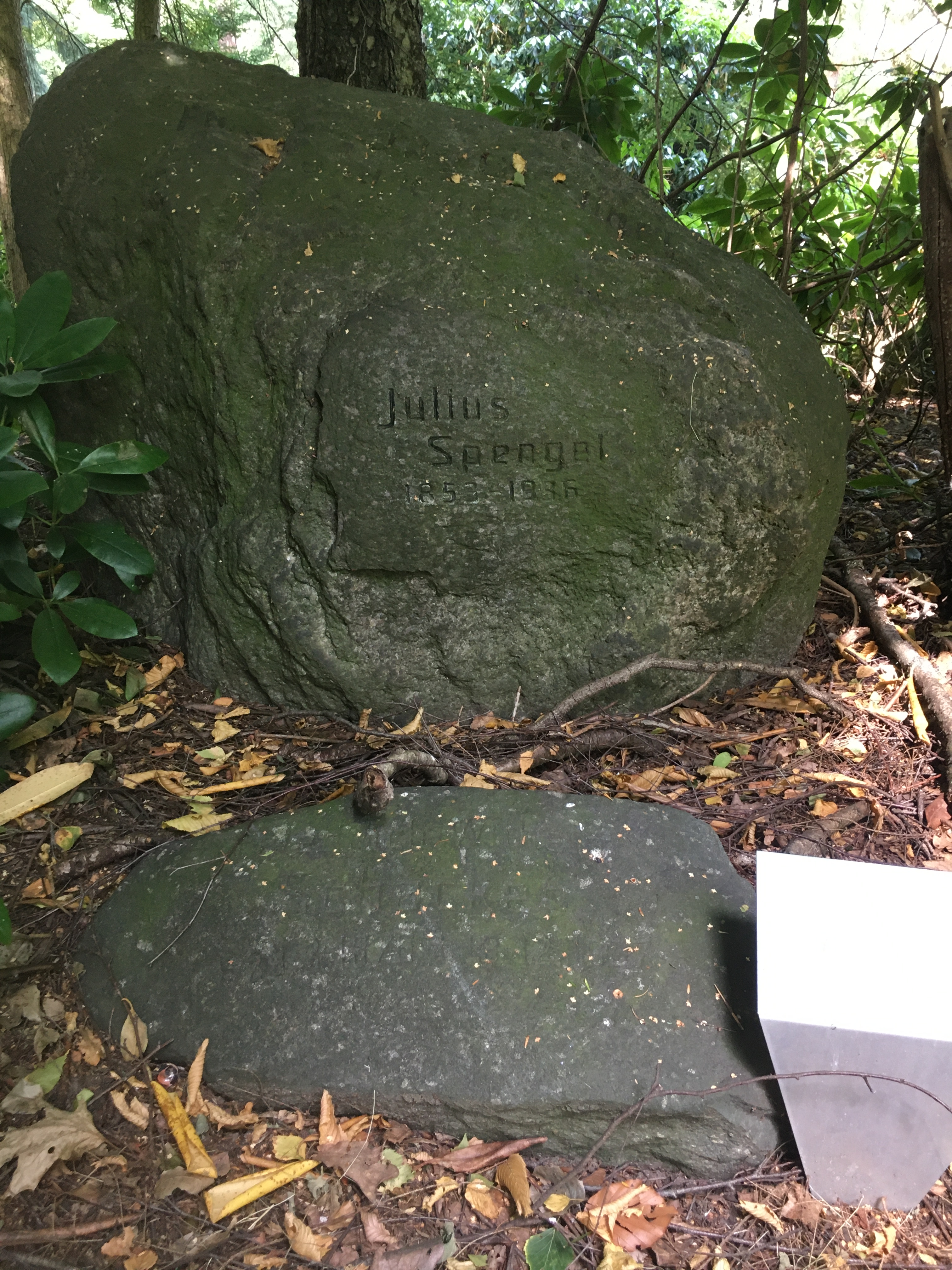
Grabstätte auf dem Friedhof Ohlsdorf

Julius Spengel (* 12. Juni 1853 in Hamburg; † 17. April  1936 ebenda) war ein deutscher Komponist, Dirigent und Pianist.

## Leben

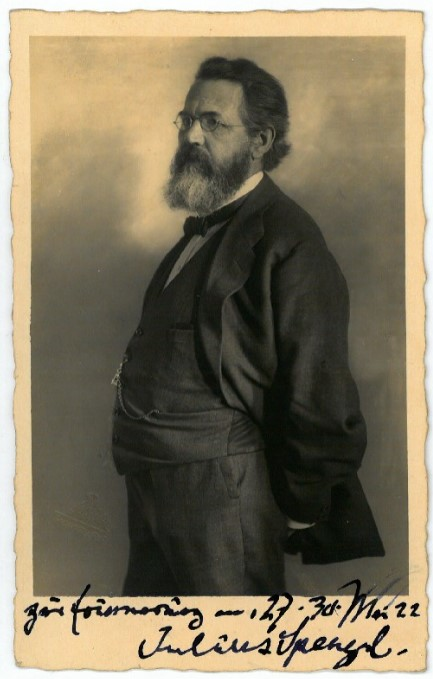
Portrait mit Unterschrift. Julius Spengel, Erinnerung an den 27.–30. Mai 1922.

Julius Spengel ist ein Sohn des Hamburger Arztes Heinrich Wilhelm Spengel (1817–1887) und der Ida Lange (1831–1912). Sein Großvater, der Kaufmann Johann Baptist Spengel (1780–1860) kam als Sohn des Johann Georg Spengel (1750–1821) von München nach Hamburg. Dieser war Hofmusikintendanz-Sekretär und kurpfälzischer Staatssekretär und diente unter Kurfürst Karl Theodor, anfangs in Mannheim später in München. Somit standen den Spengels Musik und Theater traditionsgemäß sehr nahe.
Sein älterer Bruder ist der Zoologe Professor  Johann Wilhelm Spengel (1852–1921). Nach ihm folgten acht weitere Geschwister. Seine Schwester Olga Virginia Spengel (1862–1946) gab Klavierunterricht, leitete einen Frauenchor und war Mitbegründerin der Hasse-Gesellschaft in Bergedorf. Sein Bruder Albert Eduard Spengel (1856–1915) war Musiklehrer, gab in den 1880ern in Manchester, England Konzerte und veröffentlichte im Jahre 1882 zusammen mit Franz Wüllner das Gesangsbuch Treatise On Choral Singing.
Bereits während seines von 1859 bis 1868 dauernden Schulbesuches erhielt Julius Spengel ab 1866 zwei Jahre lang Violinunterricht bei Heinrich Ernst Kayser. Von 1869 bis 1871 nahm er Unterricht in Klavier und Harmonielehre bei Ernst Rudorff, zunächst in Köln, später in Berlin. Ab 1870 studierte Spengel daneben Komposition bei Friedrich Kiel, ehe er am 10. Oktober 1872 ein Studium in Klavier und Gesang an der Berliner Akademie der Künste begann, das er am 30. Januar 1877 abschloss. Bedeutende Lehrer waren der Geiger Joseph Joachim und der Sänger Adolf Schulze. Zurück in Hamburg, erhielt Spengel Orgelunterricht von Karl Friedrich Armbrust und ließ sich bei Carl Grädener in der Kontrapunkttechnik ausbilden.
Am 27. Juni 1884 heiratete Julius Spengel in Hamburg Alice Scheuch (1860–1945). Aus dieser Ehe gingen fünf Kinder hervor. Spengel zog mehrfach innerhalb Hamburgs um, wohnte unter anderem in der Sierichstraße und am Berliner Tor und lebte zuletzt ab 1931 in Blankenese. Vier Tage nach seinem Tod fand die Urnenbeisetzung auf dem Hamburger Friedhof Ohlsdorf im Planquadrat N 20 statt.

## Werk und Schaffen
1877 übernahm Julius Spengel die Leitung des Hamburger Cäcilienvereins, eines Oratorienchores, von dessen Gründer Carl Voigt und leitete am 9. November des Jahres sein erstes Konzert. Am 31. Januar 1927 beging er in dieser Eigenschaft sein 50-jähriges Jubiläum, trat aber acht Monate später von diesem Posten zurück. Am 30. Januar 1928 dirigierte er sein letztes Konzert. Viele seiner Werke entstanden speziell für den Chor, darunter zahlreiche Vertonungen von Arbeiten bekannter Dichter und Schriftsteller wie Clemens Brentano, Joseph von Eichendorff, Gottfried Keller, Theodor Storm oder Gustav Falke.
Die Bekanntschaft mit Johannes Brahms 1879 war der Beginn einer langjährigen künstlerischen Auseinandersetzung Spengels mit dem Werk des berühmten Komponisten. Spengel begleitete oder leitete eine Reihe von frühen Aufführungen Brahms’scher Chorgesänge und -lieder durch den Cäcilienverein und bearbeitete einige seiner Werke. 1883, 1884 und 1886 leiteten beide abwechselnd Konzerte des Chores, die ausschließlich Werke Brahms’ beinhalteten. Mit dem Cäcilienverein gestaltete Spengel auch die Trauerfeier für Brahms am 5. April 1897 mit Auszügen aus dessen Deutschem Requiem und der Sinfonie Nr. 4. Brahms wiederum widmete das Lied Da unten im Tale (op. 97, Nr. 6) den Zwillingen Spengels und war Patenonkel von Johannes Spengel.
Spengel bearbeitete auch Werke anderer Komponisten, darunter überwiegend die Franz Schuberts. Seit 1884 war er Gesangslehrer am Lehrerinnen-Seminar der Klosterschule der St. Gertrudkirche. Obwohl Spengel sich immer wieder um Posten in anderen Städten bemühte – unter anderem als Städtischer Musikdirektor in Frankfurt am Main und als Lehrer an einer Musikschule in Linz – blieb sein Wirkungskreis doch auf Hamburg beschränkt.

## Ehrungen
- 1895: Ernennung zum Königlichen Musikdirektor
- 1902: Ernennung zum Professor durch das Ministerium der geistlichen, Unterrichts- und Medizinalangelegenheiten
- 1933: Johannes-Brahms-Medaille
- 1948: Benennung des Spengelwegs im Hamburger Stadtteil Eimsbüttel

## Werkverzeichnis (Auswahl)
- Fünf Lieder op. 1 (1878)
- Quintett op. 2 (1879)
- Sieben Lieder op. 3 (1882)
- Symphonie d-Moll op. 4 (ohne Jahrgang)
- Sechs Lieder op. 5 (1885)
- Zwei Lieder op. 6 (1900)
- Der 39. Psalm: Siehe meine Tage sind einer Hand breit bei dir op. 7 (1901)
- Zwiegesang in der Sommernacht: Hört die Lauten Liebessänger op. 8 (1901)
- Acht fröhliche deutsche Volkslieder op. 9 (1902)
- Sieben Lieder op. 10 (1902)
- König Alfreds Gesang op. 11 (1903)
- Acht Gesänge op. 12 (1911)
- Acht Lieder op. 13 (1908)
- Drei dreistimmige Frauenchöre op. 14 (1908)